# Milan Foot-Ball and Cricket Club 1906-1907
Questa voce raccoglie le informazioni riguardanti il Milan Foot-Ball and Cricket Club nelle competizioni ufficiali della stagione 1906-1907.

## Stagione

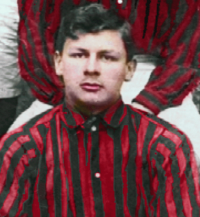
Hans Walter Imhoff, al Milan dal 1906 al 1908

In questa stagione il Milan conquista il terzo scudetto della sua storia, il secondo consecutivo. A questa vittoria si aggiunge la conquista della Palla Dapples, torneo avente un'importanza paragonabile a quella del campionato. In questa stagione, nella rosa dei rossoneri, è forte la componente di giocatori svizzeri: dopo gli atleti inglesi artefici della conquista del primo scudetto della storia del Milan (1901), la numerosa pattuglia di giocatori elvetici è determinante per la vittoria dei rossoneri nei campionati del 1906 e del 1907.
Poco prima dell'avvio della stagione c'è l'addio alla panchina rossonera di Herbert Kilpin, cofondatore e primo allenatore del Milan. Kilpin, che è sostituito sulla panchina rossonera da Daniele Angeloni, anch'esso socio fondatore del Milan, rimane nella rosa dei rossoneri continuando ad essere disponibile come giocatore.

## Divise
La divisa è una camicia a maniche lunghe e strisce verticali sottili della stessa dimensione, rosse e nere, stemma di Milano sul petto (croce rossa su sfondo bianco), calzoncini bianchi e calzettoni neri.
| Manica sinistra · Manica sinistra · Maglietta · Maglietta · Manica destra · Manica destra · Pantaloncini · Calzettoni |

## Organigramma societario
Area direttiva
- Presidente: Alfred Edwards
- Vice presidente: Edward Nathan Berra
- Segretario: Cesare Stabilini, poi Giorgio Muggiani

Area tecnica
- Allenatore: Daniele Angeloni

## Rosa
| N. |                     | Ruolo | Calciatore        |
| -- | ------------------- | ----- | ----------------- |
|    | Italia (bandiera)   | P     | Gerolamo Radice   |
|    | Italia (bandiera)   | D     | Andrea Meschia    |
|    | Italia (bandiera)   | D     | Guido Moda        |
|    | Svizzera (bandiera) | C     | Alfred Bosshard   |
|    | Italia (bandiera)   | C     | Gustavo Hauser    |
|    | Italia (bandiera)   | C     | Gian Guido Piazza |
|    | Svizzera (bandiera) | C     | Hugo Rietmann     |
|    | Italia (bandiera)   | C     | Attilio Trerè     |

| N. |                        | Ruolo | Calciatore                |
| -- | ---------------------- | ----- | ------------------------- |
|    | Italia (bandiera)      | A     | Attilio Colombo           |
|    | Svizzera (bandiera)    | A     | Hans Walter Imhoff        |
|    | Inghilterra (bandiera) | A     | Herbert Kilpin (capitano) |
|    | Germania (bandiera)    | A     | Johann Ferdinand Mädler   |
|    | Italia (bandiera)      | A     | Camillo Parisini          |
|    | Italia (bandiera)      | A     | Vittorio Pedroni          |
|    | Italia (bandiera)      | A     | Alessandro Trerè          |
|    | Svizzera (bandiera)    | A     | Ernst Widmer              |

## Calciomercato
| Acquisti | Acquisti      | Acquisti     | Acquisti   |
| R.       | Nome          | da           | Modalità   |
| -------- | ------------- | ------------ | ---------- |
| C        | Hugo Rietmann | F.C. Bergamo | definitivo |

| Cessioni | Cessioni              | Cessioni | Cessioni      |
| R.       | Nome                  | a        | Modalità      |
| -------- | --------------------- | -------- | ------------- |
| P        | François Menno Knoote |          | fine carriera |
| C        | Giuseppe Camperio     |          | fine carriera |
| C        | Oscar Joseph Giger    |          | fine carriera |
| C        | Hans Mayer Heuberger  |          | svincolato    |
| C        | Giuseppe Rizzi        |          | svincolato    |
| A        | Guerriero Colombo     |          | fine carriera |
| A        | Umberto Malvano       | Juventus | definitivo    |
| A        | Guido Pedroni         |          | fine carriera |
| A        | Antonio Sala          |          | fine carriera |

## Risultati

### Prima Categoria

#### Eliminatoria lombarda
| Arbitro: | Suter (Milano) |

|                      |           |  |
| Kilpin Imhoff Widmer | Marcatori |  |

| Arbitro: | Bertinetti (Vercelli) |

|  |           |           |
|  | Marcatori | 5’ Kilpin |

#### Girone finale
| Arbitro: | Spensley (Genova) |

|         |           |         |
| Kämpfer | Marcatori | Trerè I |

| Arbitro: | Armano (Torino) |

|                                         |           |  |
| Mädler 7’ 70’ Imhoff 22’ 65’ Kilpin 86’ | Marcatori |  |

| Arbitro: | Spensley (Genova) |

|               |           |                 |
| Trerè I rig.’ | Marcatori | Kämpfer Jacquet |

| Arbitro: | Armano (Torino) |

|  |           |                        |
|  | Marcatori | 60’ Trerè I 75’ Mädler |

### Torneo FGNI

#### Semifinale
| Arbitro: | Marchiandi (Ferrara) |

|   |           |   |
| ? | Marcatori | ? |

#### Finale
| Venezia 10 maggio 1907 Finale         | Milan     | 2 – 1 referto | Andrea Doria | Velodromo del Lido |
| \| \| \| \| \| ? \| Marcatori \| ? \| |           |               |              |                    |
|                                       |           |               |              |                    |
| ?                                     | Marcatori | ?             |              |                    |

### Palla Dapples

#### Finale
| Arbitro: | Suter (Milano) |

|          |           |   |
| Widmer ? | Marcatori | ? |

| Arbitro: | Suter (Milano) |

|   |           |   |
| ? | Marcatori | ? |

| Arbitro: | Magni (Milano) |

|                   |           |  |
| ? 52’ 63’ 71’ 80’ | Marcatori |  |

| Milano 2 dicembre 1906 Finale                     | Milan     | 5 – 0 referto | Ausonia | Campo Milan di Porta Monforte |
| \| \| \| \| \| Kilpin Hauser ? \| Marcatori \| \| |           |               |         |                               |
|                                                   |           |               |         |                               |
| Kilpin Hauser ?                                   | Marcatori |               |         |                               |

| Milano 30 dicembre 1906 Finale      | Milan     | 9 – 0 referto | Ausonia | Campo Milan di Porta Monforte |
| \| \| \| \| \| ? \| Marcatori \| \| |           |               |         |                               |
|                                     |           |               |         |                               |
| ?                                   | Marcatori |               |         |                               |

| Arbitro: | Pasteur (Genova) |

|                         |           |  |
| Trerè II 22’ Kilpin 29’ | Marcatori |  |

| Arbitro: | Magni (Milano) |

|                          |           |   |
| Trerè II 3’ Kilpin 40’ ? | Marcatori | ? |

- Il torneo prevedeva che in caso di pareggio, la coppa andasse alla squadra detentrice.

### Coppa Lombardia

#### Semifinale
| Arbitro: | Bertinetti (Vercelli) |

|   |           |   |
| ? | Marcatori | ? |

#### Finale
| Arbitro: | Bertinetti (Vercelli) |

|            |           |  |
| Widmer 25’ | Marcatori |  |

## Statistiche

### Statistiche di squadra
| Competizione    | Punti | In casa | In casa | In casa | In casa | In casa | In casa | In trasferta | In trasferta | In trasferta | In trasferta | In trasferta | In trasferta | Totale | Totale | Totale | Totale | Totale | Totale | DR  |
| Competizione    | Punti | G       | V       | N       | P       | Gf      | Gs      | G            | V            | N            | P            | Gf           | Gs           | G      | V      | N      | P      | Gf     | Gs     | DR  |
| --------------- | ----- | ------- | ------- | ------- | ------- | ------- | ------- | ------------ | ------------ | ------------ | ------------ | ------------ | ------------ | ------ | ------ | ------ | ------ | ------ | ------ | --- |
| Prima Categoria | 6     | 3       | 2       | 1       | 0       | 13      | 2       | 3            | 2            | 1            | 0            | 4            | 1            | 6      | 4      | 2      | 0      | 17     | 3      | +14 |
| Torneo FGNI     | -     | 2       | 2       | 0       | 0       | 5       | 2       | 0            | 0            | 0            | 0            | 0            | 0            | 2      | 2      | 0      | 0      | 5      | 2      | +3  |
| Palla Dapples   | -     | 7       | 6       | 1       | 0       | 29      | 5       | 0            | 0            | 0            | 0            | 0            | 0            | 7      | 6      | 1      | 0      | 29     | 5      | +24 |
| Coppa Lombardia | -     | 2       | 2       | 0       | 0       | 3       | 1       | 0            | 0            | 0            | 0            | 0            | 0            | 2      | 2      | 0      | 0      | 3      | 1      | +2  |
| Totale          | 6     | 14      | 12      | 2       | 0       | 50      | 10      | 3            | 2            | 1            | 0            | 4            | 1            | 19     | 14     | 3      | 0      | 54     | 11     | +43 |

### Statistiche dei giocatori
| Giocatore    | Prima Categoria | Prima Categoria |
| Giocatore    | Presenze        | Reti            |
| ------------ | --------------- | --------------- |
| A. Bosshard  | 4               | 0               |
| A. Colombo   | 1               | 0               |
| G. Hauser    | 1               | 0               |
| H. W. Imhoff | 6               | 5               |
| H. Kilpin    | 6               | 4               |
| J. F. Mädler | 4               | 3               |
| A. Meschia   | 6               | 0               |
| G. Moda      | 6               | 0               |
| C. Parisini  | 1               | 0               |
| V. Pedroni   | 1               | 0               |
| G. G. Piazza | 6               | 0               |
| G. Radice    | 6               | -3              |
| H. Rietmann  | 0               | 0               |
| Al. Trerè    | 6               | 4               |
| At. Trerè    | 6               | 0               |
| E. Widmer    | 6               | 1               |